# Benjamin Rabier
Benjamin Rabier (La Roche-sur-Yon, Vendée, 30 de diciembre de 1864 — Faverolles, Indre, 10 de octubre de 1939) fue un ilustrador francés, célebre por haber sido el creador del dibujo de La vaca que ríe.

## Biografía
Comenzó a trabajar en 1890 como contable en Bon Marché, París, y después en Halles. Gracias al apoyo de Caran d'Ache a quien conoció el año anterior, varias revistas francesas comenzaron a publicar sus dibujos en 1889 (La Chronique Amusante, Gil Blas Illustré), y también en Gran Bretaña y EE. UU. con éxito. Finalmente publicaría regularmente en Le Rire y Pêle-Mêle, permitiéndole que se fuera de sus primeros álbumes, incluyendo Tintin-Lutin, título que inspirará a Hergé varios años después. 
A comienzos del siglo XX, se impuso como un autor exitoso, como reflejaban sus publicaciones en l'Assiette au Beurre o Le Chat Noir. También comenzó a publicar para niños, con la publicación en periódico, Histoire comique et Naturelle des Animaux (1907-1908). A pesar de esos éxitos como ilustrador, mantuvo su trabajo en Les Halles hasta 1910.
También escribió numerosas piezas de teatro (como Ma veuve s'amuse en colaboración con José de Bérys); y, a partir de 1916, se lanzó al dibujo animado y en publicidad.

## Obra
El universo de Benjamin Rabier está salpicado de animales. En 1906, publica en la editorial de Jules Tallandier una edición enteramente ilustrada de las Fábulas de La Fontaine. Ilustró también le Roman de Renart e Histoire Naturelle de Buffon. En 1921, Léon Bel se inspira en uno de sus dibujos como logo de su marca "La vache qui rit". Esa vaca decoraba los camiones de transporte de carne fresca durante la Primera Guerra Mundial y fue apodada "Wachkyrie". Mas en su época su personaje de dibujo más célebre fue el pato Gedeón (Gédéon le canard), cuyas historias se publicaron entre 1923 y 1939 en 16 álbumes. También dibujó la famosa ballena de Salins du Midi.
La productora cinematográfica Pathé Frères realizó para su sistema Pathé Baby, de 1922 a 1925 una serie de dibujos animados de sus personajes ilustrados, especialmente el pato Gedeón.
Uno de sus numerosos admiradores fue Hergé, quien declararía: «Me conquistó inmediatamente. Por que estos dibujos eran muy simples. Muy simples, frescos, robustos, alegres y de una legibilidad perfecta. En algunas características bien construidos, todo estaba dicho: la decoración estaba indicada, los actores en su lugar; la comedia podía comenzar.» El viaje que Rabier realizó en motocicleta hasta Moscú inspiró a Hergé que lo tomará como modelo de Tintin. Rabier por otra parte, había creado hacía unos años un héroe llamado Tintin-Lutin vestido con pantalones de golf. Otro vendeano, Robert Sexé, servirá también como modelo a Hergé.